# Windows 2000
Windows 2000 – główna wersja systemu operacyjnego Windows NT opracowana przez Microsoft, przeznaczona głównie dla rynku serwerowego i biznesowego. Jest bezpośrednim następcą systemu Windows NT 4.0. Wersja RTM (Release to Manufacturing) została ukończona 15.12.1999 r., wszystkie edycje trafiły do sprzedaży detalicznej 17.02.2000 r. Windows 2000 Datacenter Server został udostępniony detalicznie 26.09.2000 r.
Windows 2000 wprowadził NTFS 3.0, Szyfrowanie systemu plików (EFS), oraz obsługę  dysków podstawowych i dynamicznych. W porównaniu z Windows NT 4.0 ulepszono obsługę dla osób niepełnosprawnych dzięki wielu nowym technologiom wspomagającym. Microsoft rozszerzył również obsługę wielu języków i informacji o ustawieniach regionalnych. Rodzina Windows 2000 Server zawiera dodatkowe funkcje, z których najważniejszą jest Active Directory - usługa katalogowa, która w następnych latach stała się szeroko stosowaną usługą w środowiskach biznesowych. Chociaż w wersji finalnej nie zaimplementowano wsparcia dla architektury Alpha 64-bit, było ono obecne we wczesnych wersjach alfa, beta i RC (Release Candidate). Następca systemu, Windows XP, obsługuje wyłącznie procesory x86, x64 i Itanium. Windows 2000 był również pierwszą wersją z linii NT, w której porzucono nazwę "NT" w nazwie produktu. System ten jest także ostatnim z rodziny Windows NT, który nie posiada mechanizmu aktywacji ani weryfikacji autentyczności. Windows 2000 to ostatnia wersja systemu Windows NT, która obsługuje PC-98, i486 oraz SGI Visual Workstation 320 i 540, a także Alpha w wersjach alfa, beta i RC. Jego następca, Windows XP, obsługuje tylko procesory x86, x64 i Itanium.
Wydano cztery edycje Windows 2000: Professional, Server, Advanced Server oraz Datacenter Server; ta ostatnia została wprowadzona na rynek kilka miesięcy po pozostałych edycjach. Chociaż każda edycja Windows 2000 była przeznaczona na inny segmentu rynku, miały one wspólny zestaw funkcji, w tym wiele narzędzi systemowych, takich jak Microsoft Management Console (MMC)  i standardowe aplikacje do administrowania systemem. W 2001 roku Microsoft wydał także wersję limitowaną Advanced Server i Datacenter Server przeznaczone dla 64-bitowych mikroprocesorów Intel Itanium. 
Microsoft promował Windows 2000 jako najbezpieczniejszą wersję systemu Windows w momencie premiery. Mimo to system stał się celem wielu głośnych ataków wirusowych, takich jak Code Red i Nimda. Windows 2000 został zastąpiony przez Windows XP po niespełna półtora roku, w październiku 2001. Z kolei Windows 2000 Server doczekał się następcy – Windows Server 2003 – dopiero w marcu 2003 roku, czyli ponad trzy lata po pierwotnym wydaniu. Przez 10 lat od premiery Windows 2000 regularnie otrzymywał miesięczne poprawki bezpieczeństwa, aż do zakończenia cyklu wsparcia 13.07.2010 r., tego samego dnia, w którym zakończono wsparcie dla Windows XP SP2.
Zmieniony kernel Windows 2000 został również zastosowany jako baza oprogramowania systemowego w oryginalnym Xboxie oraz Xboxie 360. Kod źródłowy Windows 2000 wyciekł w 2020 roku.

## Historia
Windows 2000, początkowo nazwany Windows NT 5.0, stanowi kontynuację rodziny systemów operacyjnych Microsoft Windows NT, zastępując Windows NT 4.0. Bill Gates, ówczesny prezes i dyrektor generalny Microsoftu, początkowo był „dość pewien”, że Windows NT 5.0 zostanie wydany w pierwszej połowie 1998 r. Już na początku 1997 r, rozesłano pierwsze wersje beta, które w praktyce były identyczne z Windows NT 4.0. Pierwsza oficjalna beta została opublikowana we Wrześniu 1997, a następnie Beta 2 w Sierpniu 1998..  27 października 1998 roku Microsoft ogłosił, że finalna wersja systemu będzie nosić nazwę Windows 2000, co odnosiło się do planowanego terminu premiery. Windows 2000 Beta 3 została wydana w maju 1999 r. Beta 1 Windows NT 5.0 była wizualnie zbliżona do NT 4.0, w tym zbliżone logo. W Beta 2 pojawił się nowy, uproszczony ekran rozruchowy oraz usunięto „ciemny obszar” z logo. Wersje beta NT 5.0 zawierały bardzo długie dźwięki uruchamiania i zamykania systemu, które zostały zmienione w późniejszych kompilacjach bety Windows 2000. W Beta 3 wprowadzono nowe, stworzone na pianinie dźwięki logowania i wylogowania – skomponowane przez Stevena Ray Allena. Te same dźwięki pojawiły się również w Windows Me. Nowy ekran logowania z finalnej wersji pojawił się po raz pierwszy w Beta 3 build 1946 (pierwsza kompilacja bety 3). Nowe, zaktualizowane ikony (dla „Mój komputer”, „Kosz” itd.), wprowadzono w kompilacji 1964, natomiast finalny ekran startowy systemu Windows 2000 pojawił się w kompilacji 1983. Windows 2000 nie posiadał oficjalnej nazwy kodowej, ponieważ - jak stwierdził Dave Thompson z zespołu Windows NT -  „Jim Allchin nie lubił kryptonimów”. Dodatek Service Pack 1 dla systemu Windows 2000 otrzymał nazwę kodową „Asteroid”, a 64-bitowy system Windows 2000 otrzymał nazwę kodową „Janus”.

W trakcie prac rozwojowych kompilowano buildy systemu Windows 2000 dla 64-bitowej architektury Alpha, jednak projekt ten porzucono na późnym etapie rozwoju (między RC1 a RC2), po tym jak firma Compaq ogłosiła zakończenie wsparcia dla Windows NT na platformie Alpha. 
Między lipcem a listopadem 1999 r., Microsoft wydał 3 wersje RC (release candidates). Finalna wersja systemu trafiła do partnerów 12.12.1999 r., a produkcja nośników rozpoczęła się 15.12.1999. Oficjalna premiera Windows 2000 dla klientów detalicznych miała miejsce 17.02.2000 r. Na 3 dni przed premierą, którą Microsoft reklamował hasłem „nowy standard niezawodności”, dziennikarka Mary Jo Foley, ujawniła w artykule na podstawie przecieku wewnętrznego, że Windows 2000 miał „ponad 63 000 potencjalnych znanych błędów”. Po publikacji artykułu Foley twierdziła, że Microsoft umieścił ją na czarnej liście na bardzo długi czas. Z drugiej strony, w podręczniku akademickim autorstwa Abraham Silberschatz i wsp. napisano, że „Windows 2000 był najbardziej niezawodnym i stabilnym systemem operacyjnym, jaki Microsoft wydał do tamtej pory" - dzięki dojrzałości kodu, intensywnym testom przeciążeniowym i automatycznemu wykrywaniu błędów w sterownikach. Magazyn  InformationWeek podsumował wydanie: "Nasze testy pokazują, że następca Windows NT 4.0 jest dokładnie tym, na co liczyliśmy. Oczywiście, też nie jest idealny". Z kolei Wired News nazwał wyniki lutowej premiery „bezbarwnymi” (lackluster). Novell skrytykował nowy system katalogowy Microsoftu - Active Directory, twierdząc, że jest on mniej skalowalny i mniej niezawodny niż ich własnyNovell Directory Services (NDS).
Pierwotnie Windows 2000 miał zastąpić zarówno Windows 98, jak i Windows NT 4.0. Ostatecznie jednak Microsoft wydał jeszcze w 1999 roku Windows 98 Wydanie Drugie, kontynuując rozwój linii systemów konsumenckich.

12 lutego 2004 roku (lub tuż przed), części kodu źródłowego systemów Windows 2000 i Windows NT 4.0 wyciekły do Internetu. Źródłem przecieku było Mainsoft, partner Microsoftu w ramach programu Windows Interface Source Environment. Microsoft wydał wtedy oficjalne oświadczenie

"Kod źródłowy firmy Microsoft jest chroniony prawami autorskimi i stanowi tajemnicę handlową. W związku z tym, publikowanie, udostępnianie innym, pobieranie czy wykorzystywanie jest nielegalne."
Pomimo ostrzeżeń archiwum zawierające wyciekający kod rozpowszechniło się w sieciach wymiany plików. Już 16.02.2004 r. pojawił się exploit dla Internet Explorera, rzekomo oparty na analizie ujawnionego kodu źródłowego”.
Microsoft planował wydać w 2000 roku 64-bitową wersję Windows 2000, o nazwie kodowej „Janus”, miała działać na procesorach Intel Itanium. 
Finalnie jednak pierwszym oficjalnie wydanym 64-bitowym systemem Windows został: Windows XP 64-Bit Edition (25.10.2001r.), a następnie Windows Datacenter Server Limited Edition i później Windows Advanced Server Limited Edition (rok 2002), bazujące jeszcze na wersji pre-release systemu Windows Server 2003 (wówczas pod nazwą Windows .NET Server). Te edycje były dostępne tylko w ograniczonej dystrybucji OEM i zostały szybko zastąpione przez finalne wersje Windows Server 2003.

## Nowe i zaktualizowane funkcje
Windows 2000 wprowadził wiele nowych funkcji znanych z  Windows 98 i Windows 98 SE do linii NT, takich jak Aktualizacja Pulpitu Windows, Internet Explorer 5 (Internet Explorer 6, wydany w 2001 roku, dostępny dla Windows 2000), Outlook Express, NetMeeting, obsługa FAT32,obsługa SSE i 3DNow!, obsługa SSE2, Model sterowników Windows, Udostępnianie połączenia internetowego, Windows Media Player 6.4, obsługa WebDAV itd. Niektóre nowe funkcje są wspólne dla wszystkich edycji Windows 2000, w tym: NTFS 3.0, Konsola Zarządzania Microsoft (MMC), obsługa UDF, Szyfrowanie systemu plików (EFS), Zarządzanie dyskami lokalnymi, Image Color Management 2.0, obsługa drukarek opartych na PostScript 3, obsługa czcionek OpenType (.OTF) i Type 1 PostScript (.PFB) (w tym nowa czcionka – Palatino Linotype – prezentująca możliwości OpenType), API ochrony danych (DPAPI), książka adresowa z obsługą LDAP/Active Directory, ulepszenia użyteczności, obsługa wielu języków i lokalizacji. Windows 2000 wprowadził również sterowniki klasy urządzeń USB dla drukarek USB i urządzeń pamięci masowej poprawioną obsługę FireWire SBP-2 dla drukarek i skanerów, wraz z apletem bezpiecznego usuwania sprzętu dla urządzeń wymiennych. Service Pack 4 dla Windows 2000 dodał natywną obsługę: USB 2.0, Konfiguracja zerowa sieci bezprzewodowej oraz SSE3. Windows 2000 to także pierwsza wersja Windows obsługującą hibernację na poziomie systemu operacyjnego (tryb ACPI S4 kontrolowany przez system) w przeciwieństwie do Windows 98, który wymagał specjalnych sterowników od producenta sprzętu lub programistów.
Wprowadzono nowe rozwiązanie o nazwie „Ochrona plików systemu Windows” mające chronić krytyczne pliki systemowe przed modyfikacjami przez aplikacje inne niż oficjalne mechanizmy aktualizacji Microsoftu, takie jak Instalator Pakietów, Instalator Windows i inne składniki aktualizacji. Narzędzie Kontroler plików systemowych(sfc.exe),  zapewnia użytkownikom możliwość ręcznego skanowania integralności wszystkich chronionych plików systemowych i opcjonalnie ich naprawy, korzystając z pamięci podręcznej w folderze „DLLCACHE” lub z oryginalnego nośnika instalacyjnego.
Microsoft uznał, że poważny błąd (tzw. Blue Screen of Death – ekran błędu STOP) może być problematyczny dla serwerów, które muszą działać bez przerwy. Dlatego wprowadzono opcję "automatycznego ponownego uruchamiania", systemu w przypadku takiego błędu. Dodano też możliwość zapisywania zrzutów pamięci: minidump – pierwsze 64 KB pamięci, zrzut samej pamięci jądra, pełny zrzut pamięci RAM na dysk oraz zapis tego zdarzenia w Dzienniku zdarzeń Windows 2000. Aby poprawić wydajność serwerów, Microsoft dał administratorom możliwość optymalizacji pamięci systemu operacyjnego i wzorców wykorzystania procesora dla usług w tle lub dla aplikacji. Windows 2000 wprowadził również do systemu operacyjnego podstawowe funkcje administrowania i zarządzania systemem, takie jak Instalator Windows, Instrumentacja zarządzania Windows i Śledzenie zdarzeń dla systemu Windows (ETW).

### Plug and Play i ulepszona obsługa sprzętu
Największym ulepszeniem w porównaniu do Windows NT 4.0 była pełna obsługa Plug and Play, wraz z obsługą ACPI i Modelem Sterowników Windows. Podobnie jak Windows 9x, Windows 2000 obsługuje automatyczne wykrywanie sprzętu, przydzielanie zasobów sprzętowych, ładowanie odpowiednich sterowników, zdarzenia PnP API i powiadomienia o urządzeniach. Dodanie nowe podsystemy: PnP Manager i Power Manager. 
Windows 2000 wprowadził: sterowniki drukarek wersji 3 (sterowniki drukarki trybu użytkownika), oparte na Unidrv, standardowa obsługę myszy z 5 przyciskami jest również dostępna w standardzie a instalacja IntelliPoint umożliwia ponowne przypisanie programowalnych przycisków. W Windows 98 brakowało ogólnego wsparcia. Weryfikator sterowników do testowania i wychwytywania błędów w sterownikach.

### Shell
Windows 2000 wprowadza tzw. "okna warstwowe", pozwalające na przezroczystość, półprzezroczystość i różne efekty przejścia, takie jak cienie, wypełnienia gradientowe i elementy GUI z przezroczystością alfa dla okien najwyższego poziomu. Menu zyskały nowy efekt przejścia Fade (zanikania).
Menu Start w Windows 2000 wprowadza: spersonalizowane menu, rozwijane specjalne foldery i możliwość uruchamiania wielu programów bez zamykania menu przez przytrzymanie klawisza SHIFT. Przycisk Sortuj ponownie wymusza sortowanie całego menu Start według nazwy. Pasek zadań wprowadza obsługę powiadomień w dymkach, z których mogą również korzystać twórcy aplikacji. Eksplorator Windows 2000 wprowadza konfigurowalne paski narzędzi Eksploratora Windows, automatyczne uzupełnianie w pasku adresu Eksploratora Windows i polu Uruchom, zaawansowane funkcje skojarzeń typów plików, wyświetlanie komentarzy w skrótach jako podpowiedzi, rozszerzalne kolumny w widoku szczegółów (interfejs IColumnProvider), nakładki ikon, zintegrowane okienko wyszukiwania w Eksploratorze Windows, funkcja sortowania według nazwy dla menu i pasek miejsc we wspólnych oknach dialogowych otwierania i zapisywania
Eksplorator w Windows 2000 jako pierwszy z linii NT Windows NT zawiera Active Desktop (pierwotnie część IE 4 i Aktualizacja pulpitu Windows, domyślnie w Windows 98). Umożliwiało to dostosowanie folderów za pomocą szablonów HTML z rozszerzeniem HTT. Ta funkcja była nadużywana przez wirusy komputerowe, które wykorzystywały złośliwe skrypty, aplety Java lub formanty ActiveX w plikach szablonów folderów jako wektor infekcji. Dwa takie wirusy to VBS/ Roor-C i VBS.Redlof.a.
Widok folderów w stylu "Web-style" sieciowym (folderów przypominających strony internetowe), z lewym panelem Eksploratora wyświetlającym szczegóły aktualnie zaznaczonego obiektu, jest domyślnie włączony w Windows 2000. Dla niektórych typów plików, takich jak w lewym panelu wyświetlany jest także podgląd. Do czasu pojawienia się dedykowanego panelu interaktywnego podglądu w systemie Windows Vista, Windows 2000 był jedyną wersją systemu Windows, która zawierała interaktywny odtwarzacz multimediów jako podgląd plików dźwiękowych i wideo, domyślnie włączony. Jednak taką przeglądarkę można włączyć w poprzednich wersjach systemu Windows z aktualizacją pulpitu Windows zainstalowaną przy użyciu szablonów dostosowywania folderów. Domyślna etykieta narzędzia pliku wyświetla tytuł pliku, autora, temat i komentarze; te metadane mogą być odczytywane ze specjalnego strumienia NTFS, jeśli plik znajduje się na woluminie NTFS, lub ze strumienia pamięci masowej o strukturze OLE, jeśli plik jest ustrukturyzowany dokument przechowywania. Wszystkie dokumenty Microsoft Office od wersji Office 4.0 korzystają ze strukturalnej pamięci masowej, więc ich metadane są wyświetlane w domyślnej etykiecie narzędzia Eksploratora Windows 2000. Skróty do plików mogą również przechowywać komentarze, które są wyświetlane jako podpowiedź, gdy wskaźnik myszy znajduje się nad skrótem. Powłoka wprowadza obsługę rozszerzalności poprzez programy obsługi metadanych, programy obsługi nakładek ikon i moduły obsługi kolumn w widoku Szczegóły Eksploratora.
Prawy panel Eksploratora Windows 2000, który zwykle zawiera tylko listę plików i folderów, również można dostosować. Na przykład zawartość folderów systemowych nie jest domyślnie wyświetlana, zamiast tego w prawym okienku pojawia się ostrzeżenie dla użytkownika, że modyfikowanie zawartości folderów systemowych może uszkodzić jego komputer. Możliwe jest zdefiniowanie dodatkowych okienek Eksploratora za pomocą elementów DIV w plikach szablonów folderów. [63] Ten stopień dostosowywania jest nowością w systemie Windows 2000; ani Windows 98, ani aktualizacja pulpitu nie były w stanie tego zapewnić. Nowy panel wyszukiwania oparty na DHTML jest zintegrowany z Eksploratorem Windows 2000, w przeciwieństwie do oddzielnego okna wyszukiwania we wszystkich poprzednich wersjach Eksploratora. Usługa indeksowania została również zintegrowana z systemem operacyjnym, a okienko wyszukiwania wbudowane w Eksplorator umożliwia wyszukiwanie plików indeksowanych przez jego bazę danych.

### NTFS 3.0
Microsoft wydał wersję 3.0 NTFS (czasami nazywaną błędnie „NTFS 5” w odniesieniu do numeru wersji jądra) jako część systemu Windows 2000; wprowadzono Przydziały (limity) dyskowe (dostarczone przez QuotaAdvisor), szyfrowanie na poziomie systemu plików, rzadkie pliki i punkty ponownej analizy.

### Szyfrowanie systemu plików
System szyfrowania plików (EFS) wprowadził do systemu Windows silne szyfrowanie na poziomie systemu plików. Pozwala na szyfrowanie dowolnego folderu lub dysku na woluminie NTFS przez użytkownika. EFS współpracuje z usługą EFS Microsoft CryptoAPI i biblioteką wykonawczą systemu plików EFS (FSRTL).

### Podstawowa i dynamiczna pamięć dyskowa
Windows 2000 wprowadził Menedżera dysków logicznych i narzędzie wiersza poleceń diskpart do przechowywania dynamicznego. Wszystkie wersje systemu Windows 2000 obsługują trzy typy dynamicznych woluminów dyskowych (wraz z dyskami podstawowymi): woluminy proste, woluminy łączone i woluminy rozłożone:
- Wolumin prosty, wolumin z miejscem na pojedynczym dysku fizycznym
- Wolumin łączony, w których maksymalnie 32 dyski są wyświetlane jako jeden, co zwiększa jego rozmiar, ale nie poprawia wydajności. Gdy jeden dysk ulegnie awarii, macierz zostaje zniszczona. Niektóre dane można odzyskać. Odpowiada to JBOD, a nie RAID-1.
- Wolumin rozłożony, znane również jako RAID-0, przechowują wszystkie swoje dane na kilku dyskach w paskach. Zapewnia to lepszą wydajność, ponieważ odczyty i zapisy na dysku są równoważone na wielu dyskach. Podobnie jak woluminy łączone, awaria jednego dysku w macierzy powoduje zniszczenie całej macierzy (niektóre dane można odzyskać).

Oprócz tych woluminów dysków systemy Windows 2000 Server, Windows 2000 Advanced Server i Windows 2000 Datacenter Server obsługują woluminy lustrzane i woluminy rozłożone z parzystością:
- Wolumin dublowane, znane również jako RAID-1, przechowują identyczne kopie swoich danych na 2 lub więcej identycznych dyskach (dublowanych). Pozwala to na tolerancję błędów; w przypadku awarii jednego dysku, inne dyski mogą utrzymywać działanie serwera do czasu jego wyłączenia w celu wymiany uszkodzonego dysku.
- Wolumin rozłożony z parzystością, znane również jako RAID-5, działają podobnie do woluminów rozłożonych/RAID-0, z wyjątkiem tego, że „dane parzystości” są zapisywane na każdym z dysków oprócz danych. Pozwala to na „odbudowę” danych w przypadku konieczności wymiany dysku w macierzy.

### Ułatwienia dostępu
Wraz z Windows 2000, Microsoft wprowadził funkcje ułatwień dostępu Windows 9x dla osób z upośledzeniem wzroku i słuchu oraz innymi niepełnosprawnościami do systemów operacyjnych linii NT. Obejmowały one:
- KlawiszeTrwałe:(inne języki) powoduje, że klawisze modyfikujące (ALT, CTRL i SHIFT) stają się „trwałe”: użytkownik może nacisnąć klawisz modyfikujący, a następnie zwolnić go przed naciśnięciem klawisza kombinacji. (Aktywowane przez szybkie pięciokrotne naciśnięcie klawisza Shift).
- KlawiszeFiltru:(inne języki)
- KlawiszePrzełączające: po włączeniu system Windows odtworzy dźwięk po naciśnięciu klawisza CAPS LOCK, NUM LOCK lub SCROLL LOCK.
- KlawiszeMyszy:(inne języki)
- KlawiszeSzeregowe:
- Schemat wysokiego kontrastu: aby pomóc użytkownikom z wadami wzroku.
- Lupa(inne języki): Lupa(inne języki) powiększa część ekranu, nad którą znajduje się kursor.

Ponadto system Windows 2000 wprowadził następujące nowe funkcje ułatwień dostępu:
- Klawiatura ekranowa: wyświetla wirtualną klawiaturę na ekranie i umożliwia użytkownikom naciskanie jej klawiszy za pomocą myszy lub joysticka.
- Microsoft Narrator: wprowadzony w Windows 2000, jest to czytnik ekranu, który wykorzystuje Speech API 4(inne języki), zaktualizowany do Speech API 5 w Windows XP
- Menedżer narzędzi: aplikacja zaprojektowana do uruchamiania, zatrzymywania i zarządzania w momencie uruchomienia funkcji ułatwień dostępu. Zostało to ostatecznie zastąpione w systemie Windows Vista przez Centrum ułatwień dostępu(inne języki).
- Kreator ułatwień dostępu: aplet panelu sterowania, który pomaga użytkownikom skonfigurować komputer dla osób niepełnosprawnych.

### Języki i lokalizacja
W systemie Windows 2000 wprowadzono wielojęzyczny interfejs użytkownika (MUI). Oprócz języka angielskiego, Windows 2000 obsługuje również: arabski, armeński, bałtyckie, języki środkowoeuropejskie, gruziński, grecki, hebrajski, hindi, japoński, koreański, chiński, tajski, turecki, wietnamski i języki zachodnioeuropejskie. Obsługuje również wiele różnych lokalizacji.
Windows 2000 Professional i Server są dostępne w wersji polskiej (Windows 2000 był pierwszym serwerowym systemem Microsoftu przetłumaczonym na język polski), ale Windows 2000 Advanced Server i Datacenter Server, włączając w to Limited Edition, nie zostały wydane w polskiej wersji.

### Obsługa gier
Windows 2000 początkowo zawierał wersję bibliotek DirectX 7.0, powszechnie używanych przez twórców gier pisanych z myślą o Windowsie 98. Ostatnia wspierana wersja DirectX w Windows 2000 to DirectX 9.0c (Shader Model 3.0), ta sama wersja, która jest wprowadzona do Windows XP Service Pack 2. Microsoft publikował kwartalne aktualizacje programu DirectX 9.0c do wydania z lutego 2010 r., Po czym wycofano wsparcie w zestawie SDK z czerwca 2010 r. Te aktualizacje zawierają poprawki błędów w podstawowym środowisku wykonawczym i kilku dodatkowych bibliotekach, takich jak komponenty D3DX, XAudio 2, XInput i Managed DirectX. Większość gier napisanych dla wersji DirectX 9.0c (do wydania z lutego 2010) może działać w systemie Windows 2000 (dla porównania Windows NT 4.0 zapewniał obsługę DirectX 3.0).
Windows 2000 zawierał te same gry co Windows NT 4.0: FreeCell, Saper, Pinball i Pasjans.

### Narzędzia systemowe
W systemie Windows 2000 wprowadzono konsolę Microsoft Management Console (MMC), która służy do tworzenia, zapisywania i otwierania narzędzi administracyjnych. Każdy z nich nazywany jest konsolą, a większość z nich pozwala administratorowi administrować innymi komputerami z systemem Windows 2000 z jednego scentralizowanego komputera. Każda konsola może zawierać jedno lub wiele konkretnych narzędzi administracyjnych, zwanych przystawkami.
Główne narzędzia, które są dostarczane z systemem Windows 2000, można znaleźć w konsoli zarządzania komputerem (w Narzędziach administracyjnych w Panelu sterowania). Zawiera Podgląd Zdarzeń – sposób przeglądania zdarzeń i odpowiednik pliku dziennika w systemie Windows, narzędzie informacji o systemie, narzędzie do tworzenia kopii zapasowych, harmonogram zadań i konsole zarządzania do przeglądania otwartych folderów współdzielonych i sesji folderów współdzielonych, konfigurowania i zarządzania Aplikacje COM+, zasady grupy, zarządzanie wszystkimi lokalnymi użytkownikami i grupami użytkowników oraz Menedżer Urządzeń. Zawiera przystawki Zarządzanie dyskami i Pamięć wymienna, defragmentator dysków oraz konsolę diagnostyczną wydajności, która wyświetla wykresy wydajności systemu i konfiguruje dzienniki danych i alerty. Zawiera również konsolę konfiguracji usług, która umożliwia użytkownikom przeglądanie wszystkich zainstalowanych usług oraz ich zatrzymywanie i uruchamianie, a także konfigurowanie, co te usługi mają robić podczas uruchamiania komputera. CHKDSK ma znaczące ulepszenia wydajności.

### Konsola odzyskiwania
Konsola odzyskiwania jest uruchamiana spoza zainstalowanej kopii systemu Windows w celu wykonania zadań konserwacyjnych, których nie można uruchomić z jej poziomu ani uruchomić z innego komputera lub kopii systemu Windows 2000. Zwykle jest używana do odzyskiwania systemu po problemach, które powodują niepowodzenie rozruchu, co spowodowałoby, że inne narzędzia byłyby bezużyteczne, takie jak tryb awaryjny lub ostatnia znana dobra konfiguracja lub chkdsk. Zawiera polecenia takie jak „fixmbr”, których nie ma w systemie MS-DOS.

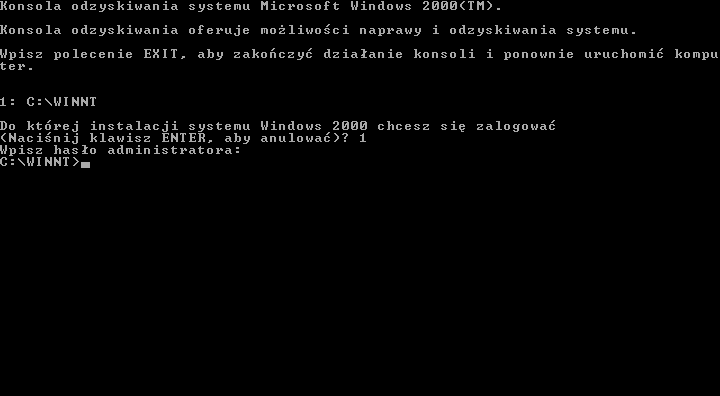
Konsola odzyskiwania jest zwykle używana do odzyskiwania systemów, których nie można uruchomić.

Ma prosty interfejs wiersza poleceń, używany do sprawdzania i naprawy dysków twardych, naprawy informacji rozruchowych (w tym NTLDR), zastępowania uszkodzonych plików systemowych świeżymi kopiami z dysku CD lub włączania / wyłączania usług i sterowników do następnego rozruchu.
Dostęp do konsoli można uzyskać na dwa sposoby:
1. Uruchamianie z dysku CD z systemem Windows 2000 i wybranie uruchomienia Konsoli odzyskiwania z samego dysku CD zamiast kontynuowania instalacji. Konsola odzyskiwania jest dostępna tak długo, jak dostępny jest instalacyjny dysk CD.
2. Preinstalacja Konsoli odzyskiwania na dysku twardym jako opcja startowa w Boot.ini, poprzez WinNT32.exe, z przełącznikiem / cmdcons. W takim przypadku można go uruchomić tylko wtedy, gdy NTLDR może uruchomić się z partycji systemowej(inne języki).

## Architektura

Architektura systemu składa się z dwóch przestrzeni (przestrzeń użytkownika oraz przestrzeń jądra) z wieloma różnymi modułami.

Windows 2000 jest systemem wysoce modularnym, składającym się z dwóch warstw: przestrzeni użytkownika i przestrzeni jądra. Programy użytkownika działają w przestrzeni użytkownika. Mają one dostęp wyłącznie do niektórych zasobów systemowych, podczas gdy w trybie jądra dostęp do pamięci systemowej i urządzeń zewnętrznych jest nieograniczony. Aplikacje działające w trybie użytkownika otrzymują dostęp do zasobów systemowych poprzez egzekutora, działającego w trybie jądra.

### Przestrzeń użytkownika
Przestrzeń użytkownika w Windows 2000 składa się z podsystemów zdolnych do wydawania zamówień wejścia/wyjścia do odpowiednich sterowników trybu jądra poprzez menedżera wejścia/wyjścia. Warstwa użytkownika Windows 2000 składa się z dwóch podsystemów: podsystemu środowiska i podsystemu integralności.
Podsystem środowiska jest przeznaczony do uruchamiania aplikacji napisanych dla wielu różnych typów systemów operacyjnych. Aplikacje te działają jednakże z niższym priorytetem, niż procesy trybu jądra. Wyróżniamy trzy główne środowiska:
1. Podsystem środowiska Win32, w którym działają 32-bitowe aplikacje systemu Windows, wspiera także NT Virtual DOS Machine, pozwalający na uruchamianie aplikacji dla MS-DOS i 16-bitowego Windows 3.1x (Win16).
2. Podsystem środowiska OS/2, w którym działają 16-bitowe aplikacje systemu OS/2 w trybie znakowym. Podsystem ten emuluje system OS/2 1.3 i 1.x, ale nie obsługuje 32-bitowych, oraz graficznych aplikacji dla systemu OS/2 2.x i późniejszych.
3. Podsystem środowiska POSIX pozwala na uruchamianie aplikacji ściśle zgodnych ze standardem POSIX.1, lub powiązanych z nim standardami ISO/IEC.

Podsystem integralności zajmuje się specyficznymi funkcjami systemu operacyjnego w imieniu podsystemu środowiska. Składa się z podsystemu bezpieczeństwa (który udostępnia lub blokuje dostęp, oraz obsługuje logowanie), usługi stacji roboczej (umożliwia otrzymanie dostępu do sieci) oraz usługi serwera (umożliwia udostępnianie usług sieciowych).

### Przestrzeń jądra
Tryb jądra w systemie Windows 2000 ma pełny dostęp do sprzętu oraz zasobów systemów komputera. Uniemożliwia on usługom i aplikacjom trybu użytkownika dostęp do krytycznych obszarów systemu operacyjnego.
Egzekutor porozumiewa się ze wszystkimi podsystemami trybu użytkownika. Obsługuje on operacje wejścia/wyjścia, zarządza bezpieczeństwem i procesami. Zawiera on wiele komponentów, między innymi:
- Menedżer obiektów: specjalny podsystem egzekutora, przez który przejść muszą wszystkie inne podsystemy egzekutora, aby otrzymać dostęp do zasobów systemu. Jest on właściwie usługą zarządzającą zasobami, co czyni Windows 2000 systemem operacyjnym zorientowanym obiektowo.
- Menedżer wejścia/wyjścia: umożliwia komunikację pomiędzy urządzeniami a podsystemami działającymi w trybie użytkownika, tłumacząc komendy odczytu i zapisu tego trybu i przekazując je do sterowników urządzeń.
- Security Reference Monitor (SRM):  główna jednostka odpowiedzialna za egzekwowanie zasad bezpieczeństwa[62].
- IPC Manager: skrót od Inter-Process Communication Manager (menedżer komunikacji międzyprocesowej), zarządza komunikacją pomiędzy klientami (podsystemem środowiska) i serwerami (komponentami wykonywalnymi).
- Zarządca wirtualnej pamięci (VMM): zarządza pamięcia wirtualną, pozwala systemowi Windows 2000 na używanie twardego dysku jako podstawowe urządzenie przechowywania danych (chociaż, dokładnie jest to przechowywanie wtórne).
- Zarządca procesów: zarządza procesami oraz tworzeniem i kończeniem wątków
- Zarządca PnP: używa Plug and Play i umożliwia detekcję urządzeń oraz instalację w czasie bootowania.
- Zarządca energii: koordynuje pracę zdarzeń związanych z energią i generuje pakiety IRP dotyczące energii.
- System wyświetlania jest obsługiwany przez sterownik urządzenia zawarty w pliku Win32k.sys. Komponent Window Manager tego sterownika jest odpowiedzialny za rysowanie okien i menu, a GDI (Graphics Device Interface) odpowiada za zadania takie jak rysowanie linii i krzywych, rendering fontów i obsługę palet. Windows 2000 wprowadził także alpha blending, co jest widoczne w efektach cieniowania menu.

Hardware Abstraction Layer w Windows 2000 (HAL), jest warstwą pomiędzy sprzętem (fizycznym) komputera a pozostałą częścią systemu operacyjnego. HAL został zaprojektowany, aby ukryć różnice w sprzęcie i zapewnić jednolitą platformę do uruchamiania aplikacji. HAL zawiera kod zależny od sprzętu kontrolujący interfejsy wejścia/wyjścia, kontrolery przerwań i wiele procesorów.
Jądro hybrydowe znajduje się pomiędzy HAL-em i executive, zapewnia synchronizację wieloprocesorową, szeregowanie wątków i obsługę przerwań, obsługę pułapek i wyjątków. Jądro hybrydowe często komunikuje się z menedżerem procesów i odpowiada za inicjalizację sterowników urządzeń w czasie rozruchu, która jest niezbędna do uruchomienia i działania systemu.
Okrojona odmiana jądra Windows 2000 została użyta w konsoli Xbox.

## Edycje
Microsoft wydał różne wersje systemu Windows 2000 dla różnych rynków i potrzeb biznesowych: Professional, Server, Advanced Server i Datacenter Server. Każdy był sprzedawany oddzielnie.
- Windows 2000 Terminal – środowisko udostępniane przez Windows 2000 Server jako usługi terminalowe ze współdzielonymi procesami i pamięcią,
- Windows 2000 Professional – obsługa 2 procesorów oraz 4 GB RAM,
- Windows 2000 Server – obsługa 4 procesorów oraz 4 GB RAM, Active Directory, Intellimirror, Kerberos, usługi terminalowe,
- Windows 2000 Advanced Server – jak wersja „Server”, ale obsługuje 8 procesorów i 8 GB RAM, 2 węzły klastra,
- Windows 2000 Datacenter Server – jak wersja „Advanced Server”, lecz obsługuje 32 procesory i 64 GB RAM, 4 węzły klastra,
- Windows 2000 Advanced Server, Limited Edition – specjalna wersja systemu wydana w 2001 r. przeznaczona dla procesorów Itanium firmy Intel,
- Windows 2000 Datacenter Server, Limited Edition – specjalna wersja systemu wydana w 2001 r. przeznaczona dla procesorów Itanium firmy Intel

Należy pamiętać, że Small Business Server nie jest po prostu edycją Windows Server. Jest to zmodyfikowana i ograniczona wersja tego produktu połączona z innymi produktami serwerowymi.

## Service packi
Windows 2000 otrzymał cztery pełne dodatki Service Pack i jeden pakiet zbiorczy aktualizacji po dodatku SP4, który jest ostatnim dodatkiem Service Pack. Microsoft wycofał cały rozwój swojej wirtualnej maszyny języka Java (JVM) z systemu Windows 2000 w dodatku SP3. Internet Explorer 5.01 również został uaktualniony do odpowiedniego poziomu dodatku Service Pack.
Microsoft pierwotnie zamierzał wydać piąty dodatek Service Pack dla systemu Windows 2000, ale firma Microsoft anulowała ten projekt na wczesnym etapie jego opracowywania i zamiast tego wydała pakiet zbiorczy aktualizacji 1 dla dodatku SP4, zbiór wszystkich poprawek związanych z bezpieczeństwem i kilku innych ważnych problemów. Pakiet zbiorczy aktualizacji nie obejmuje wszystkich poprawek niezwiązanych z zabezpieczeniami i nie jest poddawany takim samym rozległym testom regresyjnym, jak pełny dodatek Service Pack. Microsoft twierdzi, że ta aktualizacja lepiej zaspokoi potrzeby klientów niż zupełnie nowy dodatek Service Pack i nadal pomoże klientom systemu Windows 2000 zabezpieczyć ich komputery, obniżyć koszty pomocy technicznej i wspierać istniejący sprzęt komputerowy
| Service pack         | Data wydania     |
| -------------------- | ---------------- |
| Service Pack 1 (SP1) | 15 sierpnia 2000 |
| Service Pack 2 (SP2) | 16 maja 2001     |
| Service Pack 3 (SP3) | 29 sierpnia 2002 |
| Service Pack 4 (SP4) | 26 czerwca 2003  |

## Możliwość aktualizacji
Kilka składników systemu Windows 2000 można uaktualnić do nowszych wersji, a także składniki wprowadzone w późniejszych wersjach systemu Windows. Obejmują one:
- DirectX 9.0c (najnowszą obsługiwaną kompilacją jest pakiet redystrybucyjny 2/5/2010)
- Windows Media Player seria 9, Windows Media Encoder 7.1(inne języki) i wiersz poleceń narzędzia Windows Media 8 Encoding Utility
- Internet Explorer 6 lub Outlook Express 6 z dodatkiem SP1
- Office 2003 to ostatnia wersja pakietu Microsoft Office zgodna z systemem Windows 2000
- .NET Framework 2.0 z dodatkiem SP2
- Środowisko uruchomieniowe Visual C ++ 2008
- MSN Messenger 7.0 (Windows Messenger(inne języki) jest również dostępny dla Windows 2000)
- NetMeeting 3.01
- Microsoft Agent(inne języki) 2.0
- ActiveSync 4.5
- MSXML(inne języki) 6.0 SP2
- Microsoft Data Access Components 2.81
- Windows Script Host 5.7
- Windows Installer 3.1
- Visual Studio 2005 to ostatnia wersja programu Visual Studio zgodna z systemem Windows 2000.

## Wymagania systemowe
| Minimalne                                  |
| ------------------------------------------ |
| Procesor Pentium 133 MHz lub szybszy       |
| 64 MB Pamięci RAM                          |
| 650 MB wolnego miejsca na dysku            |
| VGA (640 × 480)                            |
| Napęd CD-ROM (tylko dla wersji pudełkowej) |
| Klawiatura                                 |

## Wdrażanie
System Windows 2000 można wdrożyć w witrynie różnymi metodami. Można go zainstalować na serwerach za pośrednictwem tradycyjnych nośników (takich jak CD) lub za pośrednictwem folderów dystrybucyjnych znajdujących się w udostępnionym folderze. Instalacje mogą być obsługiwane lub nienadzorowane. Podczas instalacji ręcznej administrator musi określić opcje konfiguracji. Instalacje nienadzorowane są tworzone przez skrypty za pomocą pliku odpowiedzi lub predefiniowanego skryptu w postaci pliku INI z wypełnionymi wszystkimi opcjami. Plik odpowiedzi można utworzyć ręcznie lub za pomocą graficznego menedżera instalacji. Następnie program Winnt.exe lub Winnt32.exe używa tego pliku odpowiedzi do automatyzacji instalacji. Nienadzorowaną instalacje można wykonać za pomocą rozruchowej płyty CD, przy użyciu programu Microsoft Systems Management Server (SMS), narzędzia przygotowywania systemu (Sysprep), programu Winnt32.exe z przełącznikiem /syspart lub usług instalacji zdalnej (RIS). Możliwość integracji dodatku Service Pack w oryginalnych plikach instalacyjnych systemu operacyjnego jest również wprowadzona w systemie Windows 2000.